# میزبان (فیلم ۲۰۰۶)
میزبان یا هیولا (به هانگول: 괴물؛ به انگلیسی: The Host) فیلمی در ژانر هیولایی به کارگردانی بونگ جون هو و محصول سال ۲۰۰۶ کرهٔ جنوبی است. سونگ کانگ هو، بیون هی بونگ، پارک هه ایل، به دونا و گو آه سونگ ستارگان فیلم هستند. داستان فیلم در مورد هیولایی برخاسته از رودخانهٔ هان و ماجرای ربوده شدن دختری به‌دست آن است.
میزبان حاوی مضامین سیاسی عمیقی بود و به پرفروش‌ترین فیلم سینمای کرهٔ جنوبی تا آن زمان تبدیل شد.